# Métro léger de Malaga
Le métro léger de Malaga (en espagnol : Metro ligero de Málaga) est un réseau de transport en commun en site propre de type métro léger qui dessert la ville de Malaga, dans la communauté autonome d'Andalousie, en Espagne.
Ouvert en 2014, le réseau compte deux lignes effectuant une partie de leur parcours sur un tronçon commun. La ligne 1 est achevée en 2023, la ligne 2 devant l'être pour 2027.

## Histoire

### Étapes initiales
Au milieu des années 1990, la mairie puis le gouvernement andalou expriment la volonté de faire circuler un tramway à Malaga, plus de trente ans après la disparition du précédent réseau.
En 2001, le conseil de gouvernement de la Junte d'Andalousie lance un appel d'offres pour la réalisation des études d'opportunité et de faisabilité d'un projet de métro léger circulant en surface. La déclaration d'intérêt métropolitain des deux lignes du métro est adoptée un an plus tard. Après s'être finalement accordés sur un trajet prolongé et majoritairement souterrain pour les deux lignes, la Junte d'Andalousie et la municipalité de Malaga signent en 2003 l'accord-cadre de collaboration et de financement. En 2004, le contrat de concession est approuvé,.

### Chantier
Les travaux du tunnel de la ligne 2 commencent en 2006 au niveau du quartier de la Carretera de Cadix. Cette même année, Construcciones y Auxiliar de Ferrocarriles remporte le marché de fourniture des rames tandis que la Banque européenne d'investissement (BEI) accorde un prêt de 260 millions € pour financer le projet. Le chantier de la ligne 1 démarre deux ans plus tard, en différents endroits de la ville. En 2010, le gouvernement régional décide de ne pas réaliser le chantier en une seule phase, la réalisation et la mise en service du tronçon à la suite de la station El Perchel étant repoussé. La volonté de lancer une exploitation partielle le 11 novembre 2011 est finalement abandonnée, en raison de son coût trop élevé pour les finances publiques.
Entre 2012 et 2013, les autorités municipales et andalouses s'opposent sur la réalisation du tronçon terminal, à partir de El Perchel jusqu'au centre historique : la Junte d'Andalousie souhaite un trajet en surface jusqu'au secteur de La Malagueta, ce que refuse l'exécutif municipal. Un accord est finalement conclu le 27 septembre 2013, prévoyant un trajet en souterrain raccourci et un terminus à hauteur du marché d'Atarazanas.

### Inauguration partielle et poursuite des travaux

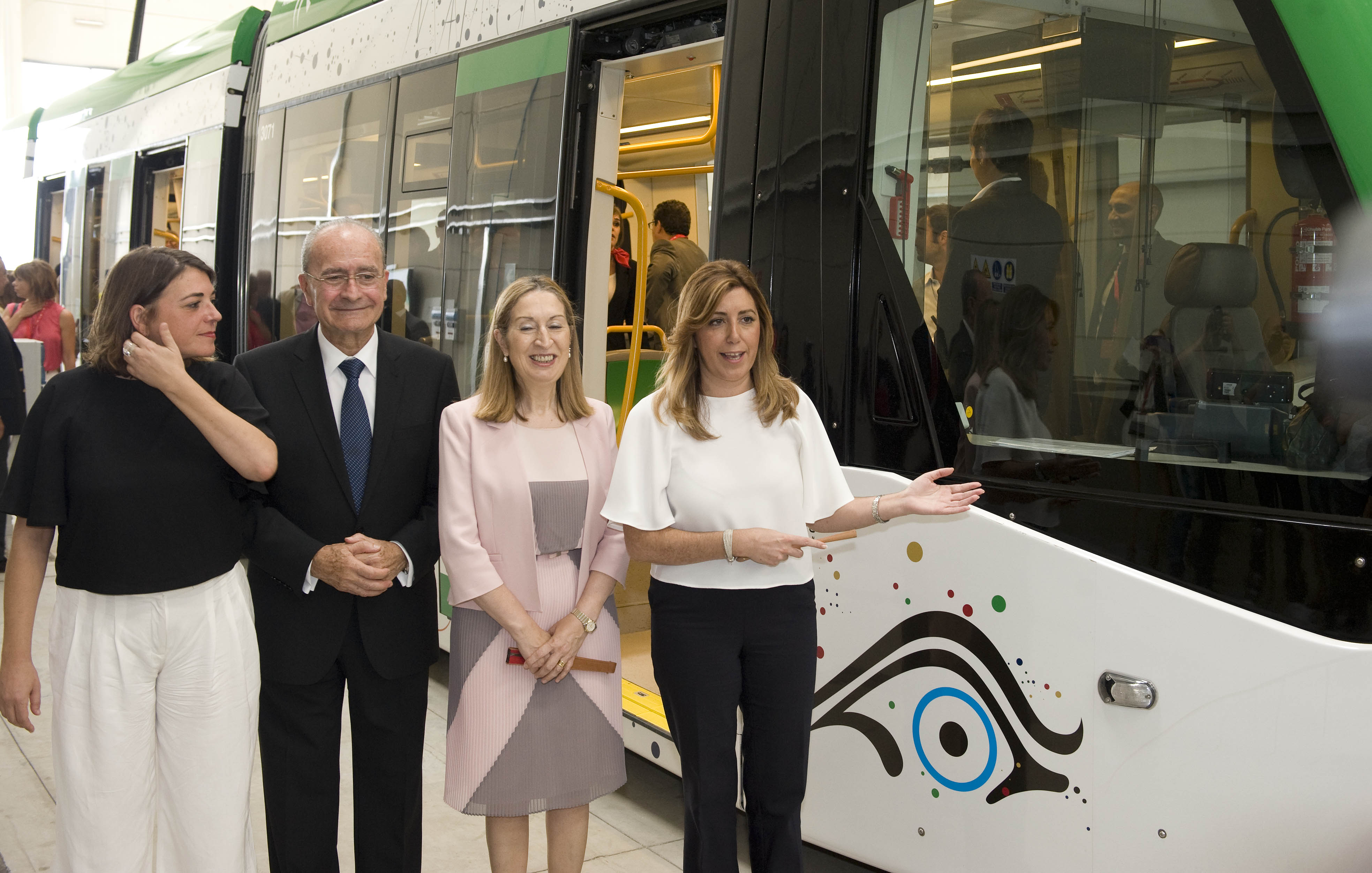
Le réseau est inauguré en 2014 en présence de la ministre Ana Pastor et de la présidente de la Junte Susana Díaz.

Annoncée pour la fin de l'année, l'inauguration du réseau a finalement lieu le 30 juillet 2014. Le métro léger de Malaga constitue à cet moment-là le second réseau de métro andalou après celui de Séville, pour un coût de 650 millions € encore provisoire puisque 20 % de l'infrastructure restent encore à construire.
Initiés en janvier 2010, les travaux du tronçon souterrain entre El Perchel et le reste du réseau sont relancés en juillet 2018. En décembre 2021, les rails sont installés sur l'intégralité du parcours restant, ce qui laisse entrevoir une mise en service d'ici le mois de novembre ou décembre 2022. Le premier essai de circulation dans le tunnel prolongé a lieu au milieu du mois de mars 2022.
Au début de l'automne 2022, l'Agence des travaux publics reçoit les études et le plan d'exécution de la première des trois tranches du tronçon nord de la ligne 2. La publication de l'appel d'offres pour cette section est alors attendue pour le premier semestre de l'année 2023. Le 21 février 2023, le département de l'Équipement publie un arrêté par lequel elle renonce à attribuer le marché public de réalisation en surface — comme cela était envisagé en 2018 — du tronçon jusqu'au futur hôpital civil, ce qui constitue la dernière étape avant le lancement de l'appel d'offres pour le creusement du prolongement de la ligne 2. Moins de deux semaines plus tard, les essais marche à blanc — simulation d'exploitation en conditions réelles, sans passagers — débutent dans le tunnel après El Perchel.
Le département de l'Équipement indique, le 21 mars 2023, que l'ouverture de l'extension de la ligne aura lieu six jours plus tard, le 27 mars. À la date prévue, dix-sept ans après le début des travaux de construction du réseau, quatorze ans après la mise en chantier du tunnel depuis El Perchel et neuf ans après l'ouverture des deux lignes, le prolongement vers le centre-ville est effectivement inauguré.
Les travaux pour le prolongement de la ligne 2 sont lancés en janvier 2024.

## Réseau

### Actuel
Le réseau du métro léger de Malaga est long de 13,6 kilomètres et à écartement normal. Il compte deux lignes, enterrées à 76 %, et dix-neuf stations, dont quatorze souterraines,, :
| Ligne                            | Terminus                | Terminus     | Longueur | Stations | Distance moyenne entre les stations |
| -------------------------------- | ----------------------- | ------------ | -------- | -------- | ----------------------------------- |
| Ligne 1 du métro léger de Malaga | Andalucía Tech          | Atarazanas   | 8,7 km   | 13       | 639 m                               |
| Ligne 2 du métro léger de Malaga | Palacio de los Deportes | Guadalmedina | 4,9 km   | 8        | 696 m                               |
| Total                            | Total                   | Total        | 13,6 km  | 19       |                                     |

La station de El Perchel permet aux usagers du métro d'accéder aux différentes lignes de la gare María Zambrano, notamment les trains à grande vitesse et le réseau des trains de banlieue.
L'exploitation du réseau est confiée à Metro de Málaga SA.

### Projet

#### En cours
En 2027, la ligne 2 sera prolongée depuis Guadalmedina jusqu'au futur centre hospitalier, au nord de la ville. Le projet initial prévoyant une circulation en surface est abandonné en 2019 au profit d'un passage en souterrain — option défendue par la mairie — avec trois nouvelles stations,. Une fois cette prolongation achevée, le coût total du métro avoisinera les 900 millions €, soit plus du double du budget projeté en 2004 par le consortium désigné pour réaliser les travaux.

#### Envisagés
Le plan de déplacements urbains du secteur de Malaga 2023-2030, approuvé en octobre 2023 par le gouvernement andalou, envisage l'extension du réseau de métro léger suivant trois axes : vers l'est jusqu'à El Palo puis Rincón de la Victoria en souterrain, vers le nord jusqu'à Ciudad Jardín en souterrain et vers l'ouest jusqu'au Parque Tecnológico de Andalucía en surface. L'exécutif régional annonce le lancement en septembre 2024 d'un appel d'offres pour la réalisation d'ici 2026 d'une étude de faisabilité et d'opportunité d'extension du réseau sur les trois axes précédemment identifiés.

#### Abandonné
La Junte d'Andalousie lance en janvier 2004 un appel d'offres pour la rédaction du projet de construction de la ligne 3, qui doit relier le secteur de Guadalmedina, dans le centre de Malaga, au quartier d'El Candado, tout à l'est, en longeant la côte. La ligne, initialement prévue à 70 % en surface, doit finalement être enterrée sur sa totalité et son infrastructure devra pouvoir être utilisée par le réseau des Cercanías. Le projet est étendu l'année suivante jusqu'à Rincón de la Victoria, où la ligne 3 doit se connecter avec le tramway de Vélez-Málaga prolongé. Le tout est abandonné en 2013, le gouvernement régional considérant la demande trop faible pour rendre ce trajet rentable.

## Matériel roulant
Le réseau utilise 18 rames CAF Urbos de Construcciones y Auxiliar de Ferrocarriles à plancher surbaissé intégral pour l'accessibilité aux personnes handicapées : 14 rames Urbos III qui circulent à une vitesse moyenne de 30 km/h, peuvent recevoir 290 passagerset ont été fabriquées dans les usines de Beasain, Irún et Linares ; et 4 rames Urbos 100 commandées en 2021 et livrées en septembre 2023 qui peuvent recevoir 290 passagers.
Les rames sont décorées avec des éléments typiques de l'identité malaguène, comme l'œil phénicien présent sur les bateaux des pêcheurs à la senne, et des couleurs et motifs qui rappellent les œuvres de Pablo Picasso. Le garage-atelier se situe dans le quartier de Los Asperones.

Rames Urbos III
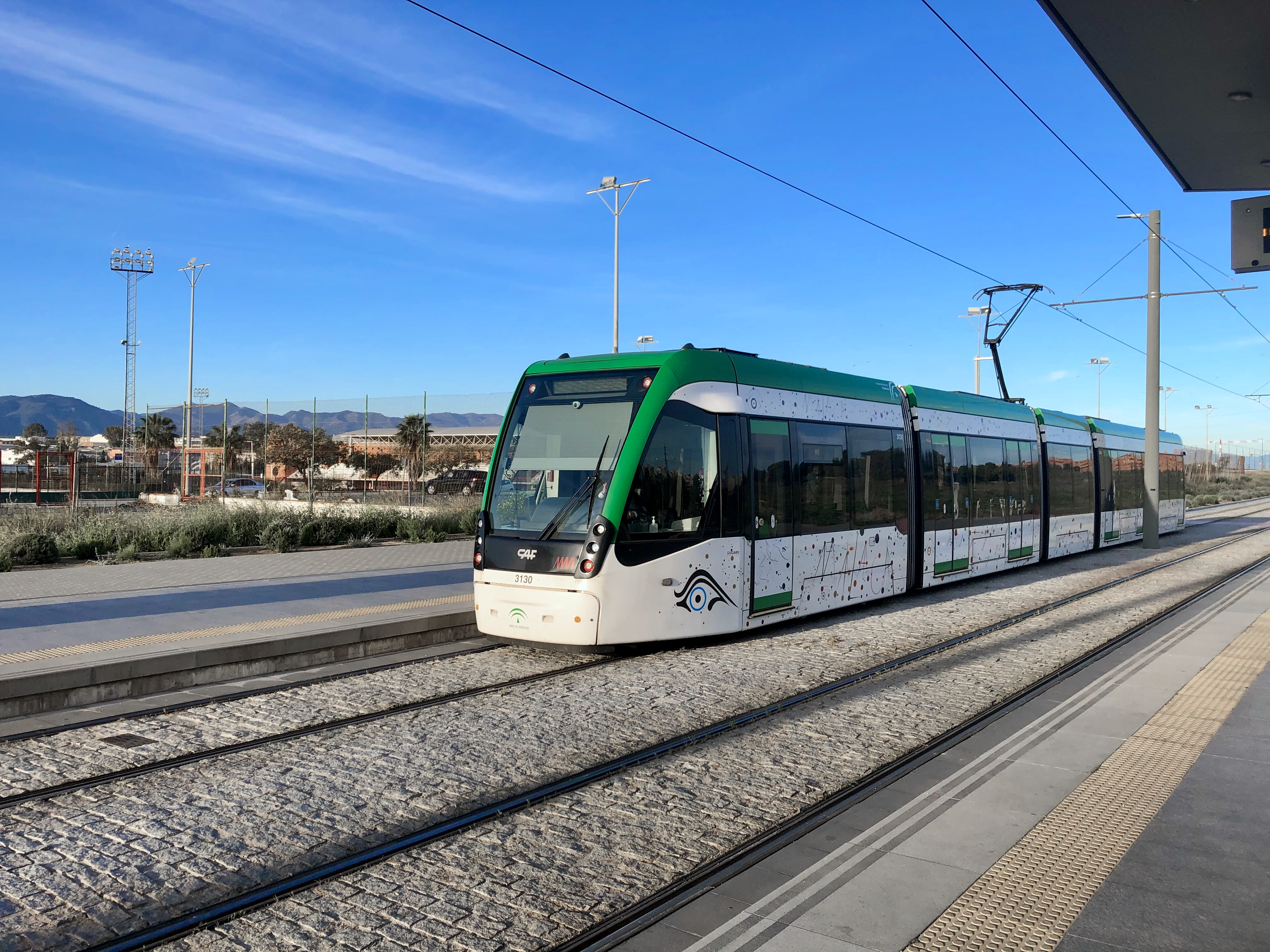
Rame en surface à Hospital Clínico.
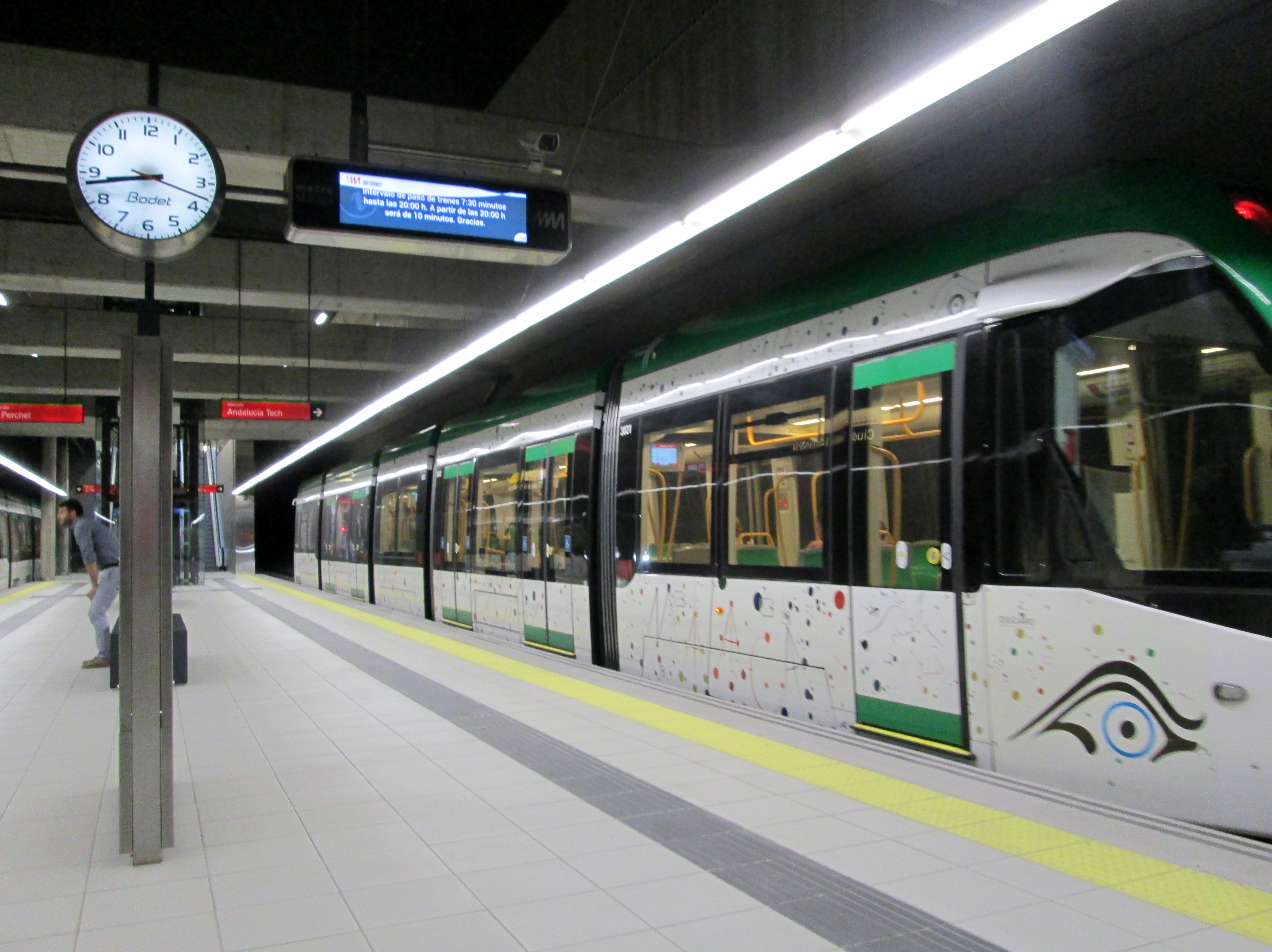
Rame en souterrain à Ciudad de la Justicia.
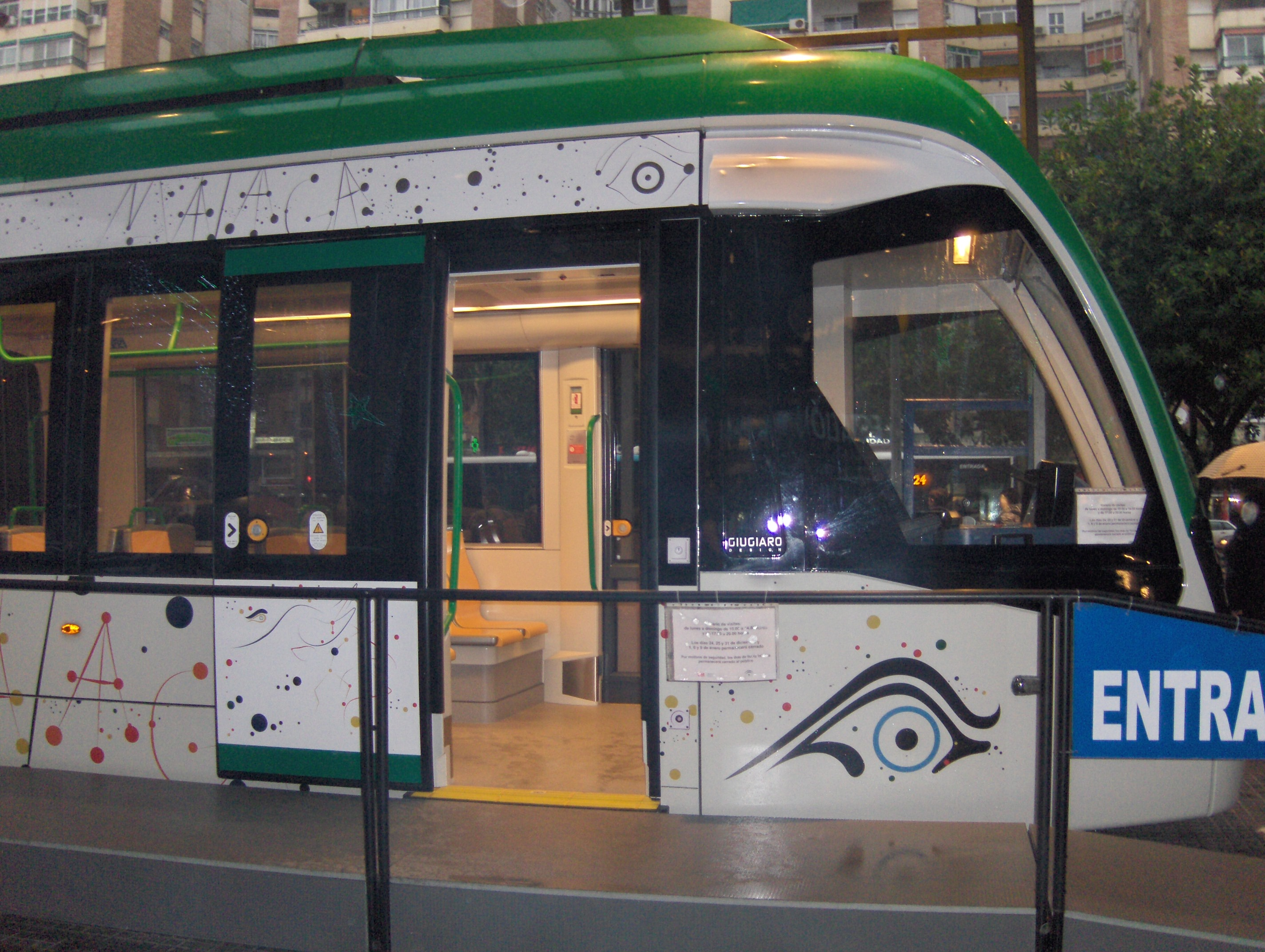
L'œil phénicien sur le flanc du poste de conduite.
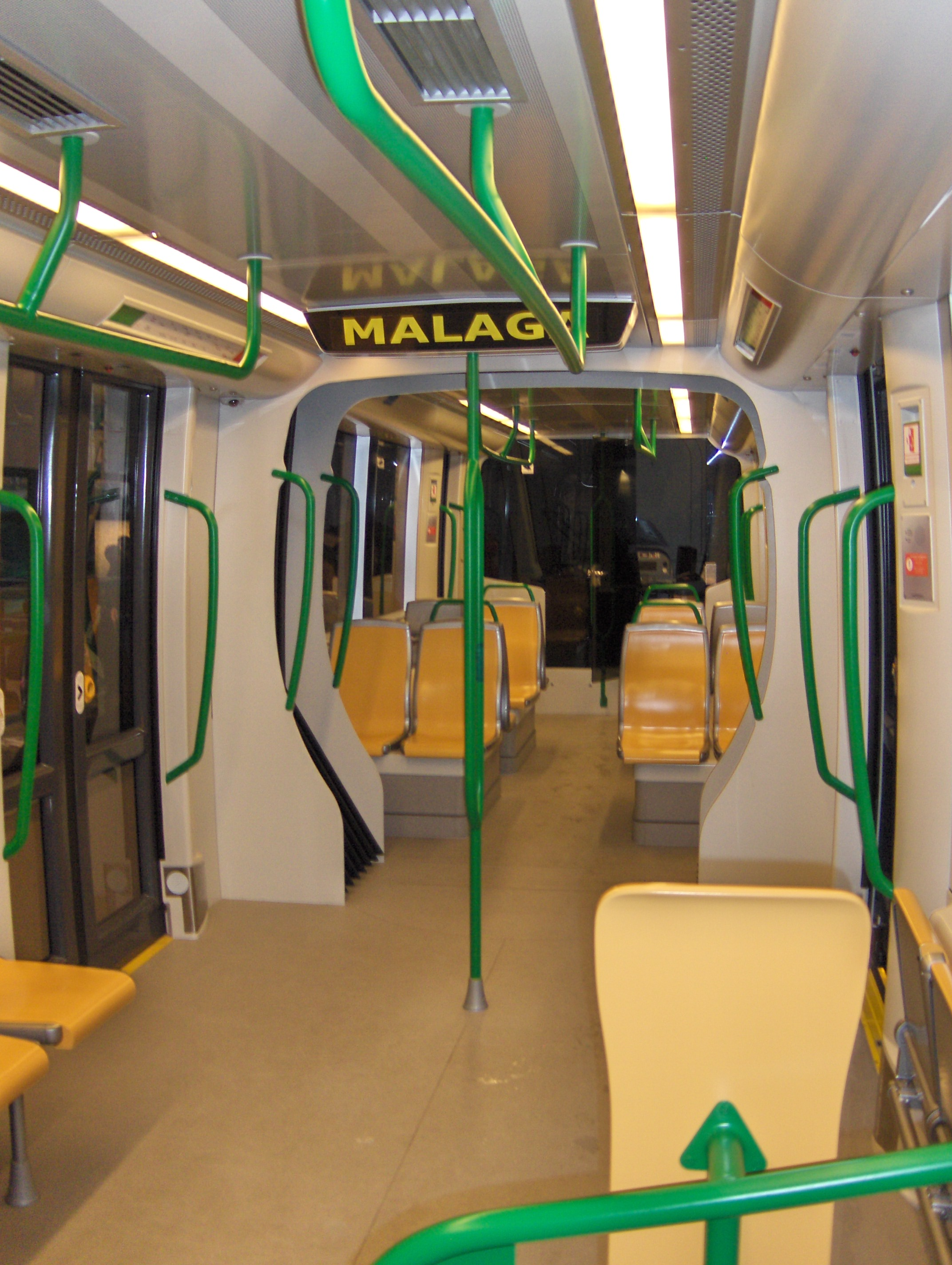
Intérieur d'une rame.

## Fréquentation
| Année        | Voyageurs      | Évolution |
| ------------ | -------------- | --------- |
| 2014         | 2,05 millions  | NC        |
| 2015         | 4,99 millions  | 143,41 %  |
| 2016         | 5,22 millions  | 4,61 %    |
| 2017         | 5,75 millions  | 10,15 %   |
| 2018         | 6,31 millions  | 9,74 %    |
| 2019         | 6,88 millions  | 9,03 %    |
| 2020 (Covid) | 3,66 millions  | 46,80 %   |
| 2021         | 4,62 millions  | 26,23 %   |
| 2022         | 6,70 millions  | 45,02 %   |
| 2023         | 13,61 millions | 103,1 %   |
| 2024         | 18,26 millions | 34,2 %    |